# آرادو آر ۷۶
آرادو آر ۷۶ (به انگلیسی: Arado_Ar_76) یک جنگنده تک باله تک موتوره تک سرنشین ساخت شرکت آرادو فلوکتسایک‌ورک در آلمان بود.
شرکت آرادو در پاسخ به اعلام نیاز وزارت هوانوردی رایش سوم به یک جنگنده سبک، در رقابت با سایر شرکت‌ها از جمله هنشل و فوکه-وولف اقدام به طراحی آرادو آر ۷۶ کرد که با وجود پیروزی نهایی جنگنده اف‌دبلیو-۵۶ ساخت شرکت فوکه-وولف، آر ۷۶ توانست با جلب نظر وزارت هوانوردی در مقیاس کم وارد خط تولید شود.
آر ۷۶ به صورت تک باله و بال‌چتری با ارابه فرود ثابت واقع در بخش دم و به شکل متعارف با بال‌های چوبی و بدنه فولادی پوشش یافته با پارچه توسط والتر بلومه مهندس آلمانی طراحی شده بود.
هواگرد آرادو آر ۷۶ نخستین پروازش را در سال ۱۹۳۴ انجام داد و در سال ۱۹۳۶ رسماً وارد خدمت در ارتش گردید. در مجموع، تعداد ۱۸۹ فروند از این هواگرد ساخته شد.

## مشخصات فنی

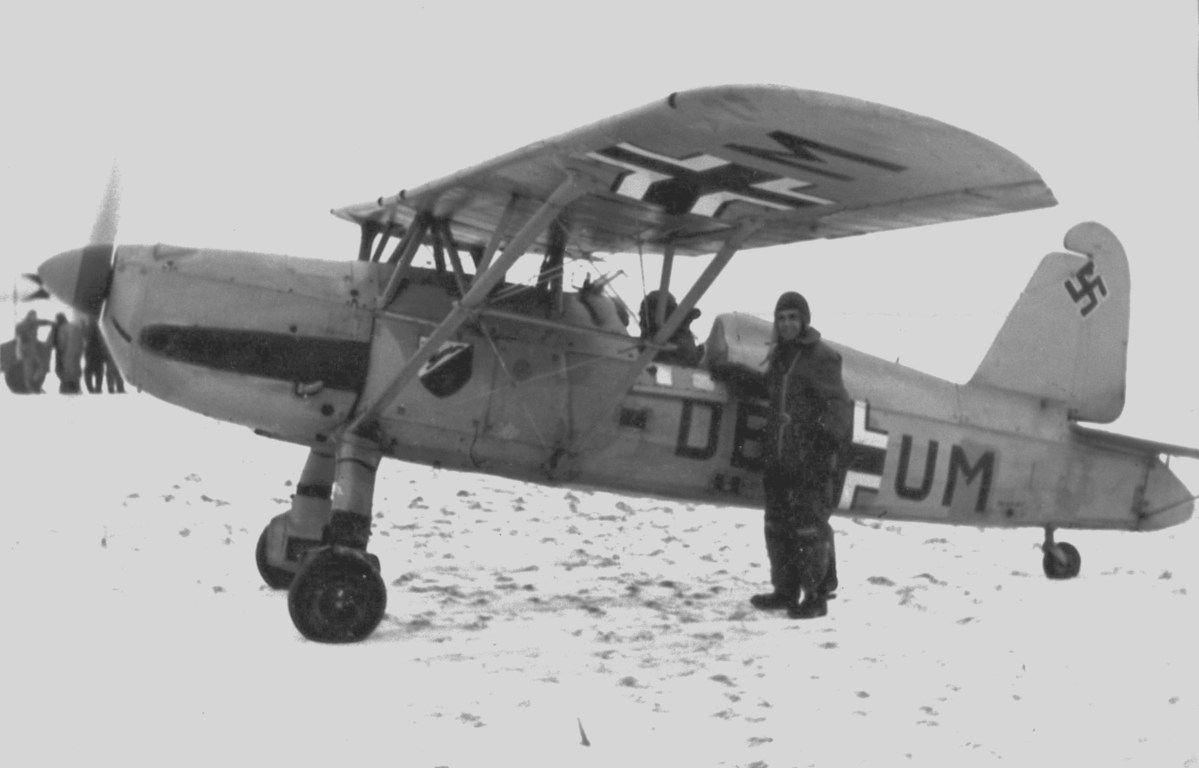

### مشخصات عمومی
- خدمه: ۱ نفر
- طول: ۷٫۲ متر
- طول بال: ۹٫۵ متر
- ارتفاع: ۲٫۵۵ متر
- مساحت بال: ۱۳٫۳۴ متر مربع
- وزن خالی: ۷۵۰ کیلوگرم
- وزن خالص: ۱۰۷۰ کیلوگرم
- ظرفیت سوخت: ۱۰۵ لیتر
- نیرومحرکه: یک موتور پیستونی آرگوس AC 10C خنک شونده با هوا:
- پروانه: دو تیغه چوپی

### عملکرد
- حداکثر سرعت: ۲۶۷ کیلومتر بر ساعت
- سرعت فرود: ۱۰۰ کیلومتر بر ساعت
- پایاسیر: ۲۲۱ کیلومتر بر ساعت
- برد: ۴۷۰ کیلومتر
- پایداری در هوا: ۲ ساعت و ۲۴ دقیقه
- حداکثر ارتفاع: ۶۴۰۰ متر
- سرعت صعود: ۷٫۲ متر بر ثانیه، ۱۰۰۰ متری در ۲٫۵ دقیقه
- مصرف سوخت: ۲۱ لیتر در هر ۱۰۰ کیلومتر

### تسلیحات
- دو مسلسل MG 17 با کالیبر ۷٫۹۲ میلی‌متر، ۲۵۰ فشنگ برای هر مسلسل
- ۲ بمب ۱۰ کیلوگرمی